# 1010
El 1010 (o MX) va ser un any comú del calendari julià.

## Esdeveniments
- Expedició a Còrdova de comtes catalans, per intervenir en les guerres civils del Califat de Còrdova i en represàlia a la ràtzia de 1003, saquejant la capital.
- Entre setembre i novembre: Deodat succeeix Aeci en la seu de Barcelona.

## Necrològiques
- 21 de juny, Castell Vacar, Espiel: Ermengol I d'Urgell, comte d'Urgell.[1]
- 1 de setembre, Califat de Còrdova: Aeci, bisbe de Barcelona, mort durant les operacions militars catalanes contra els cordovesos.